# Virmajärvi
Virmajärvi (finska: Virmajärvi, ryska: Вирмаярви, tr. Virmajarvi) är en liten insjö i Norra Karelen i östra Finland på gränsen mot Ryssland. Sjön är den östligaste platsen i Finland och en av Finlands ytterpunkter .

## Geografi
Virmajärvisjön ligger cirka 19 km öster om orten Hattuvaara och utgör en del av gränsen mot Ryssland. Sjön ligger delvis inom den finska kommunen Ilomants i Norra Karelen och delvis i Suojärvi i ryska Karelska republiken.
Insjön är cirka 1 km lång och cirka 500 m bred och i sjöns mitt finns en liten ö där ländernas gränsrösen står.

## Historia
Den 17 februari 1617 vid Freden i Stolbova tillföll Ilomantsområdet Sverige och gränsen mot Ryssland utgjordes av Ilomants sockengräns. 
Gränslinjen norrut från Virmajärvisjön löper än idag där gränsen fastslogs 1621 och gränsröset är ett av de äldsta gränsmarkeringarna mot öster .
Fram till den 1 maj 2004 då Cypern gick med i EU var Virmajärvisjön även EU:s östligaste punkt .